# American Affordable Aircraft
A American Affordable Aircraft é um fabricante de aviões com sede em Port Orange, Florida. 